# 井野村 (茨城県)
井野村（いのむら）は、茨城県北相馬郡にかつて存在した村である。現在の取手市南部に位置している。

## 沿革
- 1889年（明治22年）4月1日 - 町村制施行に伴い、旧来の井野村、青柳村、小堀村、吉田村、長兵衛新田が合併し北相馬郡井野村が発足。
- 1947年（昭和22年）3月13日 - 取手町に編入され消滅。